# 서울미래초등학교
서울미래초등학교는 대한민국 서울특별시 구로구 구로동에 위치한 초등학교이다.

## 학교 연혁
- 2001년 12월 31일: 서울미래초등학교 설립인가
- 2002년 3월 1일: 개학식
- 2002년 3월 5일: 1학년 입학
- 2002년 6월 5일: 서울미래초등학교 개교
- 2003년 2월 13일: 1회 졸업식

## 참고 자료
- 서울미래초등학교 - 한국교육학술정보원 학교알리미